# Tiquadra gypsatma
Tiquadra gypsatma är en fjärilsart som beskrevs av Edward Meyrick 1911. Tiquadra gypsatma ingår i släktet Tiquadra och familjen äkta malar.
Artens utbredningsområde är Seychellerna. Inga underarter finns listade i Catalogue of Life.